# Direction de la police judiciaire de la préfecture de police de Paris
Pour les articles homonymes, voir DPJ.
 (juillet 2021).
Si vous disposez d'ouvrages ou d'articles de référence ou si vous connaissez des sites web de qualité traitant du thème abordé ici, merci de compléter l'article en donnant les références utiles à sa vérifiabilité et en les liant à la section « Notes et références ».
La Direction de la police judiciaire de la préfecture de police de Paris (DPJ PP) est une direction rattachée à la préfecture de police de Paris dont le siège se trouve au 36, rue du Bastion à Paris 17e. Jusqu'en septembre 2017, elle était installée au 36, quai des Orfèvres sur l’île de la Cité (Paris 1er).

Le Bastion est le siège de la DPJ de Paris depuis septembre 2017 (photo prise le 25 février 2018)

## Histoire

### Création
Dans sa forme moderne, la direction de la police judiciaire de la préfecture de police (DPJ PP) a été créée par le décret du 1er août 1913 et l’arrêté préfectoral du 3 août 1913. Le décret fut signé par Célestin Hennion, préfet de police de l'époque. Cette création avait trois objectifs :
1. Suppression de la direction des recherches ;
2. Création de la direction de la police judiciaire ;
3. Création du service des renseignements généraux et des jeux (ensuite souvent abrégé en « RG »).

### Déménagement
Si le siège est situé, de sa création, en août 1913, jusqu'en août 2017, au 36, quai des Orfèvres, les différents services sont répartis sur dix-huit sites différents.
En septembre 2017, l'ensemble des services (sauf la BRI) est déplacé au 36, rue du Bastion dans le 17e arrondissement de Paris, jouxtant le tribunal de Paris, les deux bâtiments étant d'ailleurs reliés entre eux par un sous-terrain. Ce déménagement permet d'offrir une surface supplémentaire de 5 000 m2 et des locaux plus modernes.

### Logotype

Ancien logotype de la DRPJ Paris jusqu'en 2017. En arrière plan le 36, quai des Orfèvres.
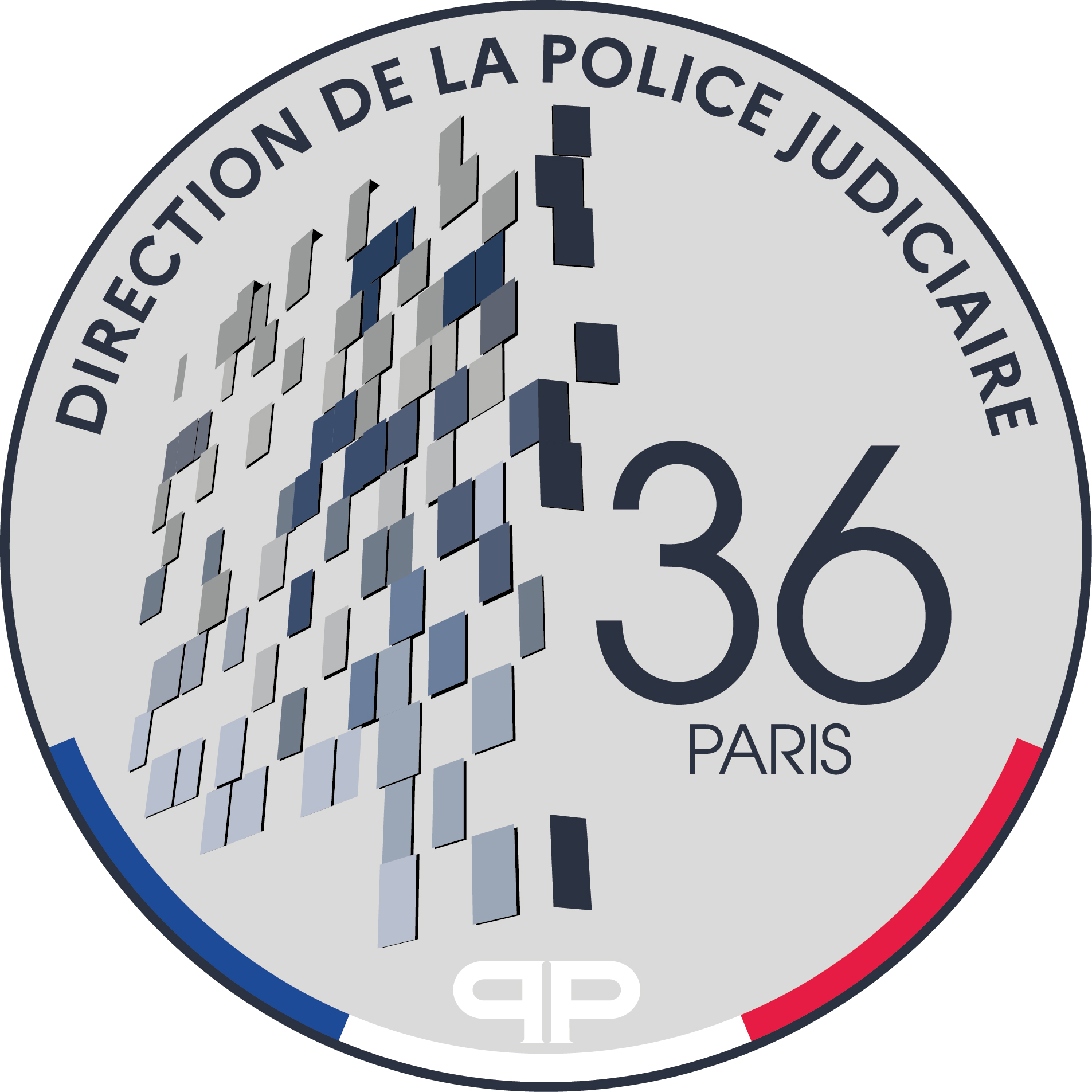
Logotype actuel de la DPJ Paris. Les vitres du 36, rue du Bastion y sont notamment représentées.

À l'occasion du changement de siège, le logotype a été changé. En effet le nouveau logotype représente de manière stylisée le nouveau bâtiment situé au 36, rue du Bastion. Le nombre « 36 » apparaît également, mettant en avant la continuité car l'ancien siège était au même numéro.

## Compétences

### Territoire
La DPJ PP est compétente à Paris et dans les départements de la petite couronne (Hauts-de-Seine, Seine-Saint-Denis et Val-de-Marne).
Elle regroupe en 2024 plus de 2 300 agents, de différents statuts (policier, scientifique, technique, administratif et contractuel).

### Mission
La DPJ PP est chargée de la lutte contre la criminalité et la délinquance organisée ou spécialisée, de la mise en œuvre et du contrôle des moyens de police technique et scientifique et d'identité judiciaire, des outils informatiques et des documentations opérationnelles d'aide aux investigations.

## Organigramme

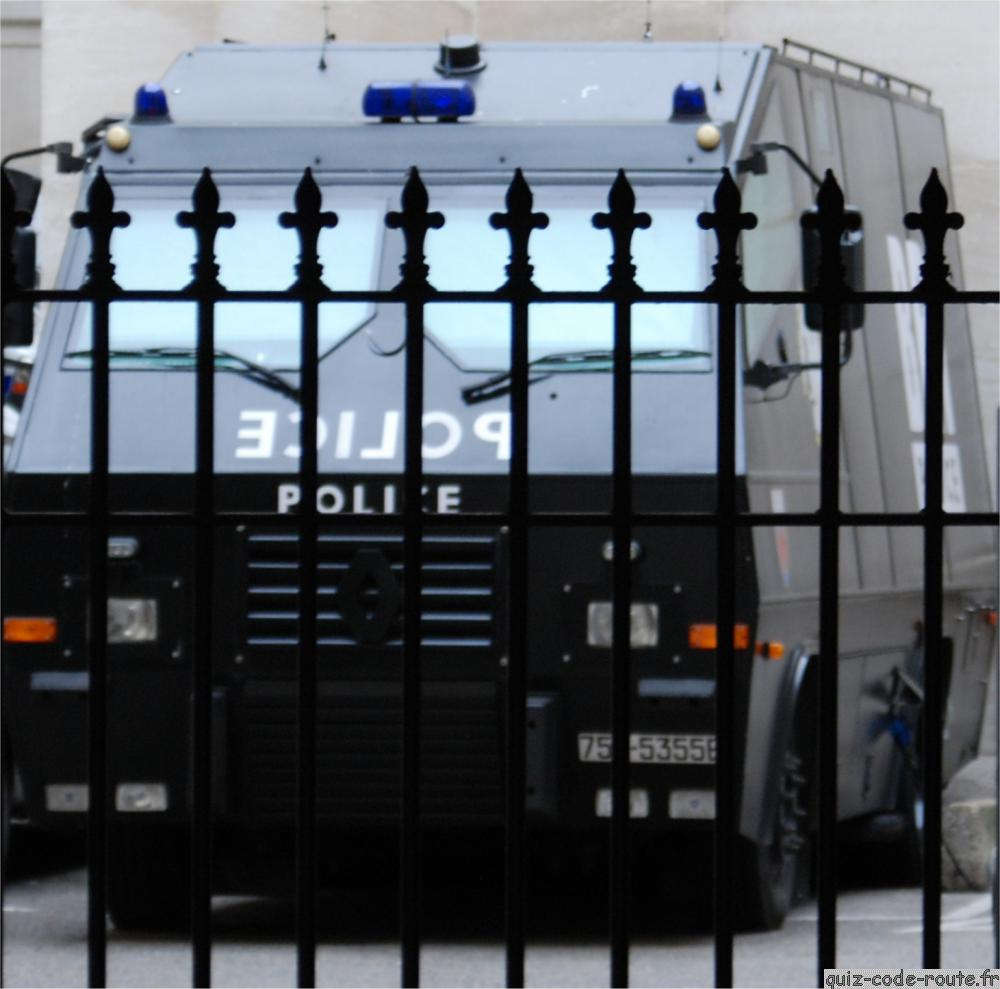
Véhicule blindé de la Brigade de recherche et d'intervention de la préfecture de police de Paris, stationné dans une des cours du palais de justice de Paris.

La DPJ PP est structurée comme suit :
- l'État-Major de la DPJ dépendant directement du Directeur et de son Directeur-adjoint ;

Le siège de la Direction Régionale de la Police Judiciaire de PARIS (compétence sur la capitale intra-muros et sa "petite couronne")

Les missions de veille et de surveillance opérationnelle lui sont attachées, par le biais d'un Chef d’État-major, regroupant deux services : le Service d'Information et d'Assistance (S.I.A.), et le Service d'Information, de Renseignement et d'Analyse Stratégique sur la Criminalité Organisée (abrégé couramment en " SIRASCO "). Le service de l’État-major ne constitue pas à proprement parler une des sous-directions, quoiqu'il se trouve hiérarchiquement au même niveau que ces dernières (cf. supra).
Le S.I.A. est un organe de l’État-major auquel incombent, en lien constant avec la direction, les missions de cadre et d'organisation des moyens internes de la Direction Régionale notamment dans leur dimension sécuritaire. Il est chargé en particulier de l'application concrète des politiques de sécurité définies par la Direction quant à la garde et la protection du public, des locaux, des collaborateurs ainsi que des personnes gardées à vue. Pour ces missions entre autres, l'Unité de Surveillance et d'Assistance (USA) est directement subordonnée au chef de service du S.I.A., ainsi qu'une Salle d'Information et de Commandement où sont centralisées toutes les communications radiotéléphoniques et audiovisuelles, les moyens cartographiques, ainsi qu'un certain nombre d'infrastructures nécessaires à la gestion de crise.
Le Service d'Information, de Renseignement et d'Analyse Stratégique sur la Criminalité Organisée ou antenne SIRASCO est en réalité une ramification d'une entité en place au niveau national ayant vocation d'effectuer le suivi qualitatif et quantitatif du crime organisé sur le territoire français, et constituant un lien d'information entre la Direction Régionale et les autres acteurs nationaux et internationaux en prise avec les phénomènes de criminalité organisée en réseaux (Douanes, Gendarmerie Nationale, fisc, services étrangers).
- la Sous-direction des Brigades centrales :
  - la brigade criminelle (BC ou la Crim'),
  - la brigade des stupéfiants (BS ou les Stups),
  - la brigade de répression du banditisme (BRB),
  - la brigade de répression du proxénétisme (BRP ou la Mondaine),
  - la brigade de recherche et d'intervention (BRI ou l'Antigang),
  - la brigade de protection des mineurs (BPM ou les Mineurs),
  - la brigade d'exécution des décisions de justice (BEDJ) ;
- la Sous-direction des Affaires économiques et financières :
  - la brigade financière,
  - la brigade de répression de la délinquance astucieuse,
  - la brigade des fraudes aux moyens de paiement,
  - la brigade de répression de la corruption et de la fraude fiscale,
  - la brigade de répression de la délinquance contre la personne,
  - la Brigade de lutte contre la cybercriminalité,
  - la brigade de recherches et d'investigations financières ;
- la Sous-direction des Services territoriaux :
  - 1er DPJ (comprenant le 1er, 2e, 3e, 4e, 8e, 9e, 16e, 17e arrondissements — centre et ouest de Paris) composé d'une cellule d'appui judiciaire et de deux sections: -enquêtes criminelles, générales et financières; -groupe de répression du banditisme, initiatives et stupéfiants
  - 2e DPJ (comprenant le 10e, 11e, 12e, 18e, 19e, 20e arrondissements, soit le nord et l'est de Paris),
  - 3e DPJ (comprenant le 5e, 6e, 7e, 13e, 14e, 15e arrondissements, tous les arrondissements de la « rive gauche de Paris »),
  - le SDPJ des Hauts-de-Seine (92),
  - le SDPJ de Seine-Saint-Denis (93),
  - le SDPJ du Val-de-Marne (94),
  - les groupes d'intervention régionaux de Paris, des Hauts-de-Seine, du Val-de-Marne et de la Seine-Saint-Denis ;
- la sous-direction du soutien à l'investigation :
  - le service régional de l'identité judiciaire,
  - le service régional de documentation criminelle,
  - le service de gestion opérationnelle (équipement, ressources humaines, immobilier et finances, formation).